# Roy Schechter

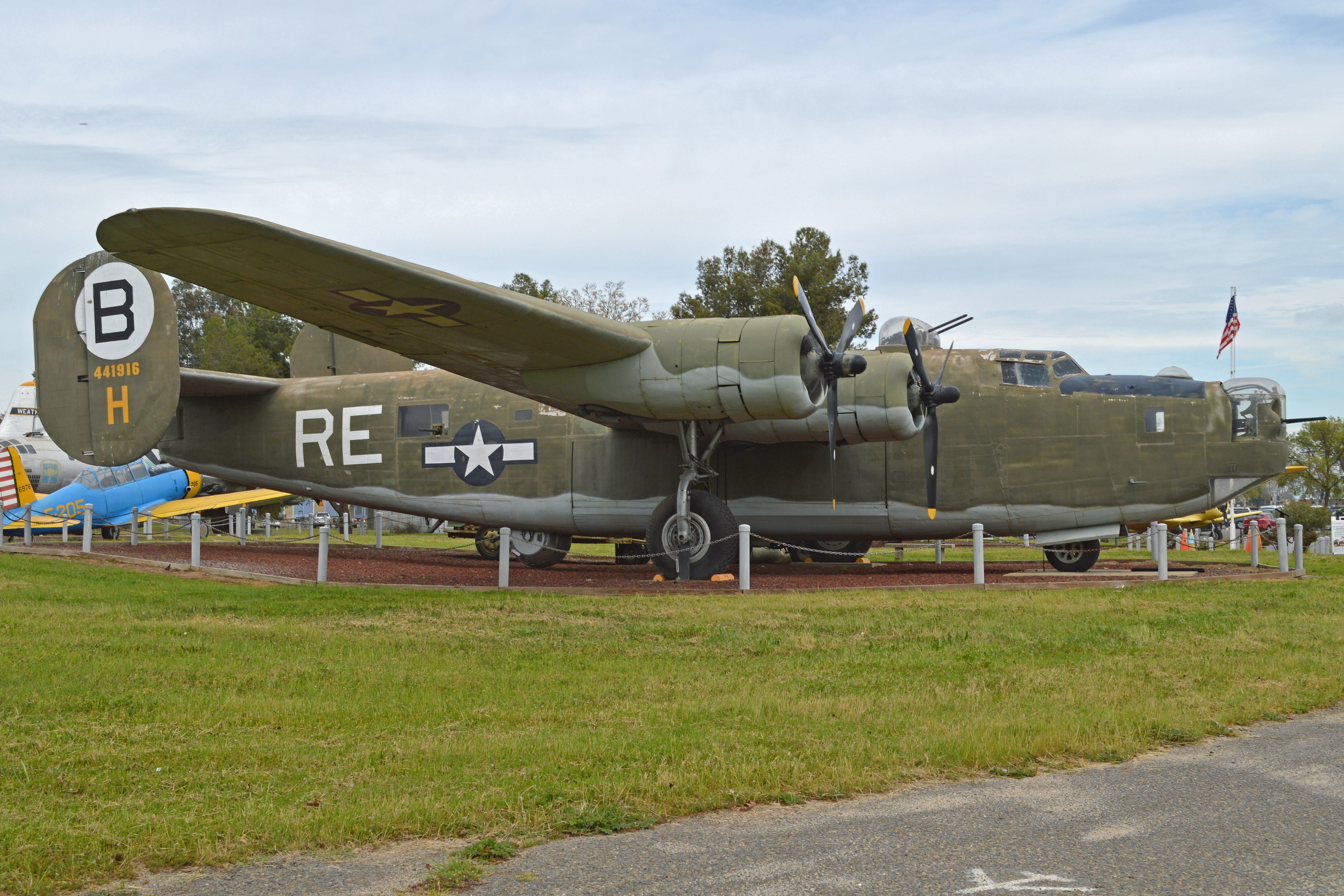
Mit einer Consolidated B-24 flog Roy Schechter 52 Einsätze im Zweiten Weltkrieg

Roy Schechter, auch Roy Schecter (* 27. Juni 1921 in New York City; † 2. April 2016) war ein US-amerikanischer Flieger und Autorennfahrer.

## Flieger im 2. Weltkrieg
Roy Schechter studierte nach den Pflichtschulen in den frühen 1940er-Jahren Medizin an der University of Virginia in Charlottesville. Schon kurz nach dem Beginn wurde sein Studium 1942 durch den Eintritt der Vereinigten Staaten in den Zweiten Weltkrieg unterbrochen.
Schechter meldete sich freiwillig zum United States Army Air Forces und diente als Pilot am Kriegsschauplatz in Europa. Er flog Consolidated B-24 bei Einsätzen über dem deutschen NS-Staat und während der Operation Tidal Wave. Außerdem flog er Lockheed P-38 und Republic P-47 über dem Mittelmeer. Er wurde mit dem Distinguished Flying Cross und der Air Medal ausgezeichnet.

## Karriere als Rennfahrer
Nach dem Ende des Krieges zog nach Schechter nach Florida und arbeitete im Unternehmen seiner Frau. Deren Familie besaß Kinos in Miami und in Nassau auf den Bahamas. Über einen Cousin kam er mit dem Motorsport in Berührung und bestritt 1957 in Boca Raton auf einem Mercedes-Benz 300 SL sein erstes Autorennen. Bei Bob Holbert erwarb er einen Porsche 550 und startete damit unregelmäßig in der SCCA National Sports Car Championship. Sein größter Erfolg gelang ihm 1960. Gemeinsam mit Holbert und Howard Fowler steuerte er beim 12-Stunden-Rennen von Sebring einen Brumos-Porsche 718 an die zweite Stelle der Gesamtwertung.

## Statistik

### Sebring-Ergebnisse
| Jahr | Team                     | Fahrzeug          | Teamkollege | Teamkollege   | Platzierung | Ausfallgrund |
| ---- | ------------------------ | ----------------- | ----------- | ------------- | ----------- | ------------ |
| 1960 | Brumos Porsche Car Corp. | Porsche 718 RS 60 | Bob Holbert | Howard Fowler | Rang 2      |              |

### Einzelergebnisse in der Sportwagen-Weltmeisterschaft
| Saison | Team           | Rennwagen   | 1   | 2   | 3   | 4   | 5   |
| ------ | -------------- | ----------- | --- | --- | --- | --- | --- |
| 1960   | Brumos Porsche | Porsche 718 | BUA | SEB | TAR | NÜR | LEM |
| 1960   | Brumos Porsche | Porsche 718 | 2   |     |     |     |     |